# 30 km-es zóna

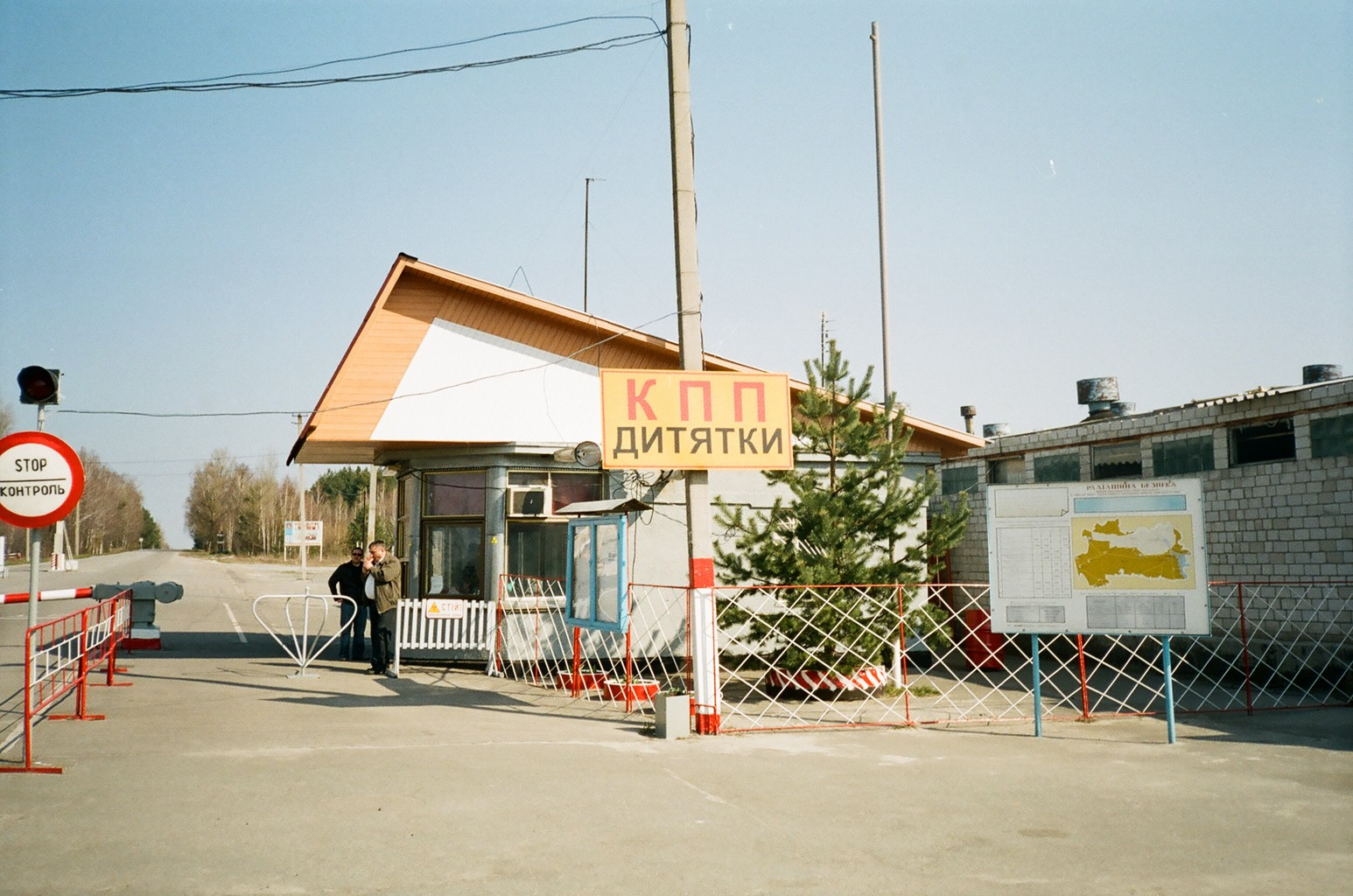
A zóna egyik bejárata, Dityatki, 2007

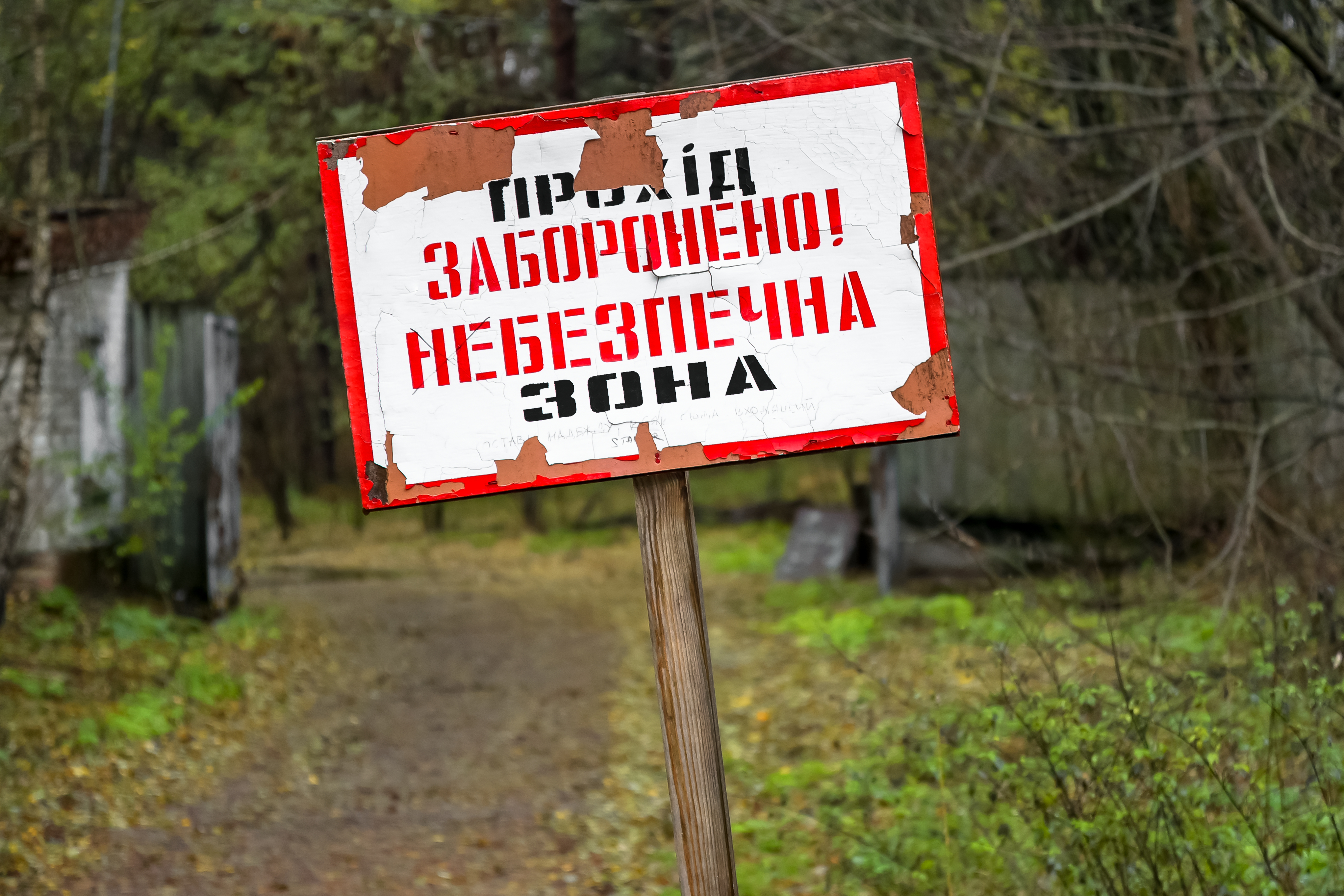
Veszélyzóna! Áthaladást tiltó tábla a zóna határán

A 30 km-es zóna (ukránul: Зона відчуження) a neve annak az Ukrajnában található és Fehéroroszországba is jócskán átnyúló, a csernobili atomerőmű-baleset után kitelepített területnek, melyet a katasztrófa utáni radioaktív csapadék, „kihullás” (radioactive fallout, radiation fallout) a legnagyobb mértékben szennyezett. A nagy fluxusú ionizáló sugárzás roncsolja az élő szervezeteket. A reaktorból távozó radioaktív anyagok napjainkban is sugároznak az atomerőmű körüli hatalmas, elhagyott zónában. Az 1986-ban kijelölt zóna területe nem kör alakú, hanem a kihullás irányát figyelembe vevő síkidom, melynek a csernobili atomerőműhöz legközelebb eső pontja attól 30 km-re van, ugyanakkor nyugati irányban legalább 60 km távolságba is elnyúlik. Ez a 30 km-esen belül álló 10 km-es zónára is érvényes; ez utóbbi a legszennyezettebb, lakhatatlanná nyilvánított részek megkülönböztetését szolgálja. A külső 20 km-es részen már akár lakni is lehetne, bár az emberek hivatalosan valószínűleg már nem költözhetnek vissza. Egyes hatvan év feletti helyi lakosoknak engedte csak meg a kormány a visszatelepülést.
A zóna területét 1991 óta az ukrán hadsereg őrzi, csak 18 év feletti személyek, illetve csak ukrán vagy régi szovjet rendszámú gépjárművek léphetnek be a zónába, külön engedéllyel.
A zóna területe főleg cézium, stroncium, plutónium és amerícium izotópjaival szennyezett. Egyes részeken a sugárzás már a normális szintre csökkent, bár sok helyen még mindig az egészségügyi határérték feletti értékek is mérhetők. Több száz évre lesz szükség, hogy a területre hullott radioaktív anyag lebomlásával megszűnjön a sugárveszély. A zárt övezet 40 százaléka örökre radioaktív marad, mivel a plutónium  felezési ideje 24 ezer év.
A zónában található a Csernobil–2 nevű egykori szovjet katonai bázis, amelynek területén egy Duga–2 típusú horizonton túli rakétafelderítő rádiólokátor vevőjének rácsantennái állnak; valamint az ún. Vörös-erdő is.

## Turizmus

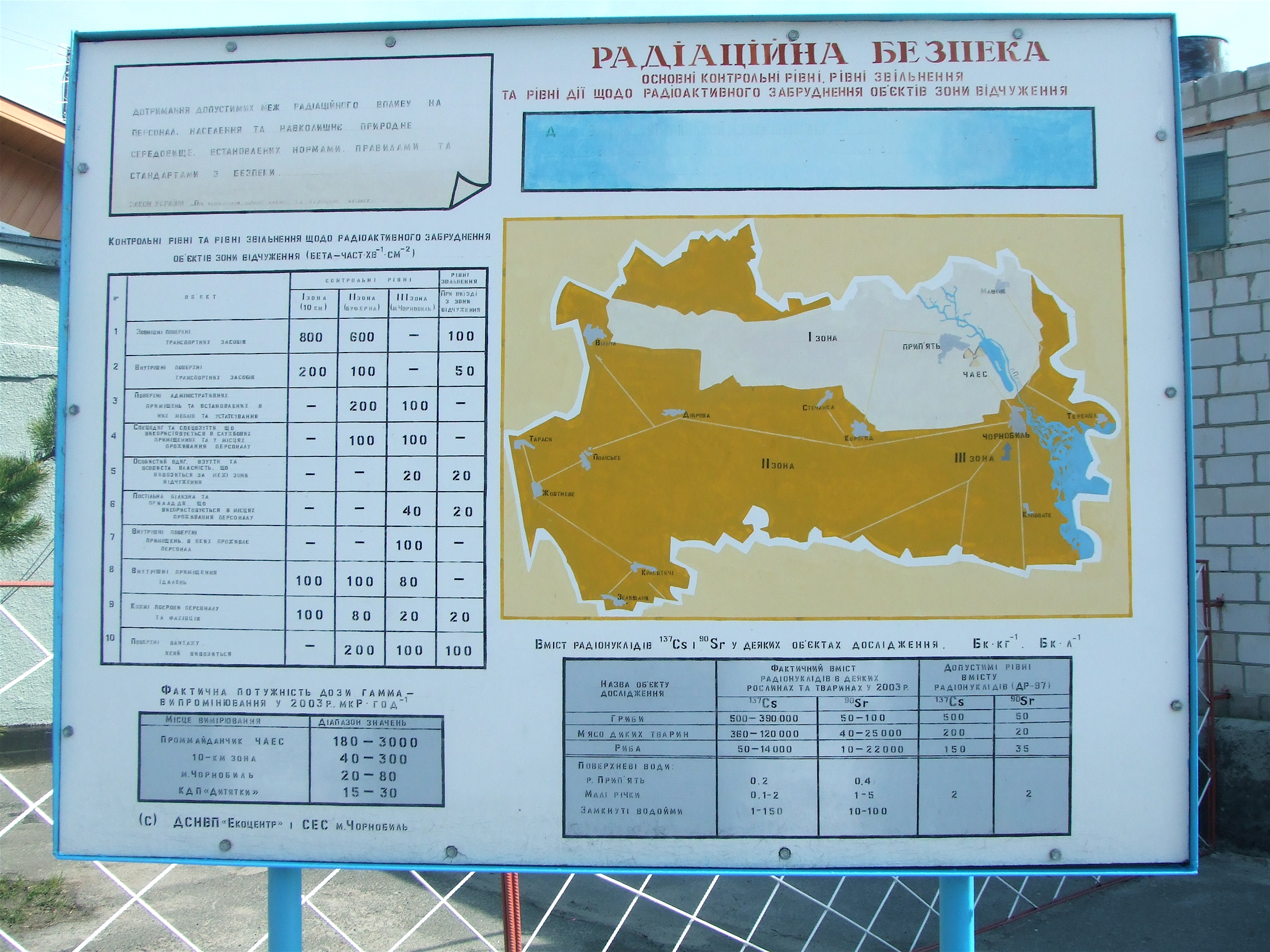
Zónatérkép a dityatki ellenőrzőpontnál

A Cézium-137 izotóp által szennyeződött területek térképe

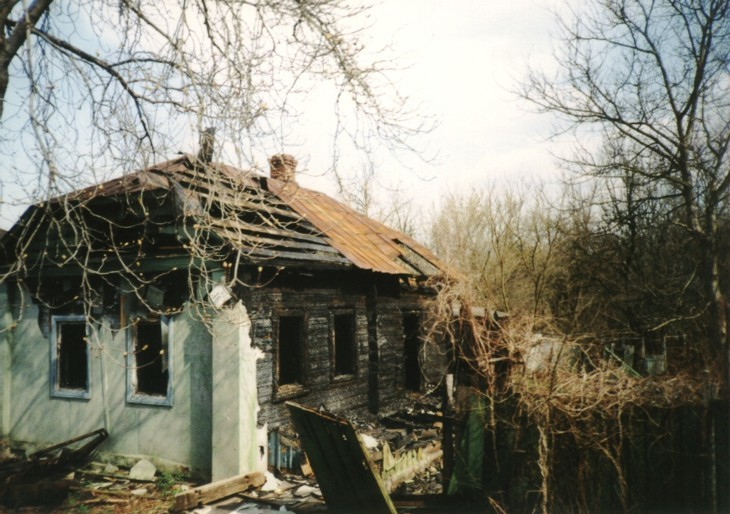
Romos ház az egyik elhagyott faluban, 2001

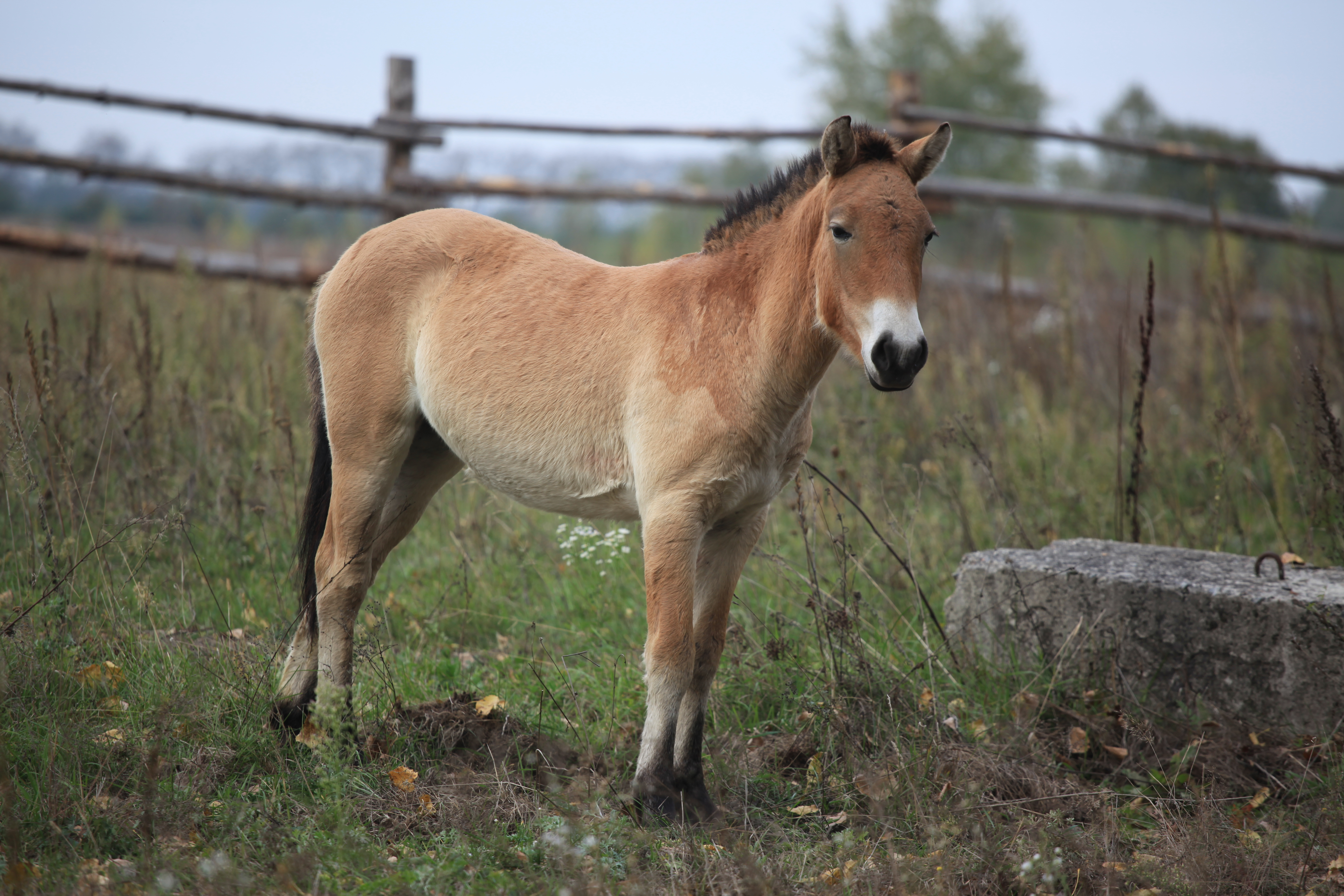
Vadon élő Przsevalszkij-ló a zónában

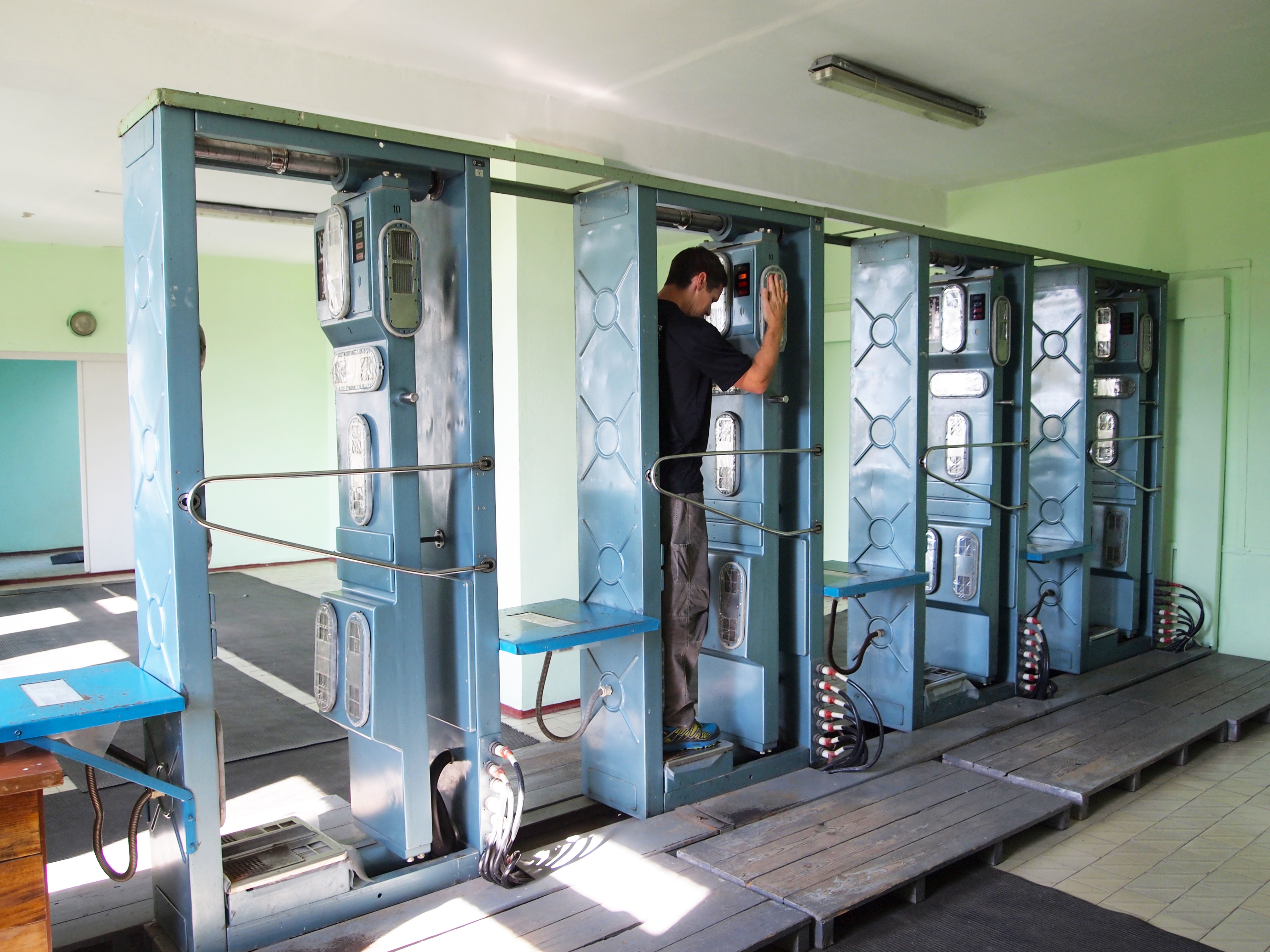
A zónából való kilépésnél ellenőrzik a sugárszennyezettséget, 2013

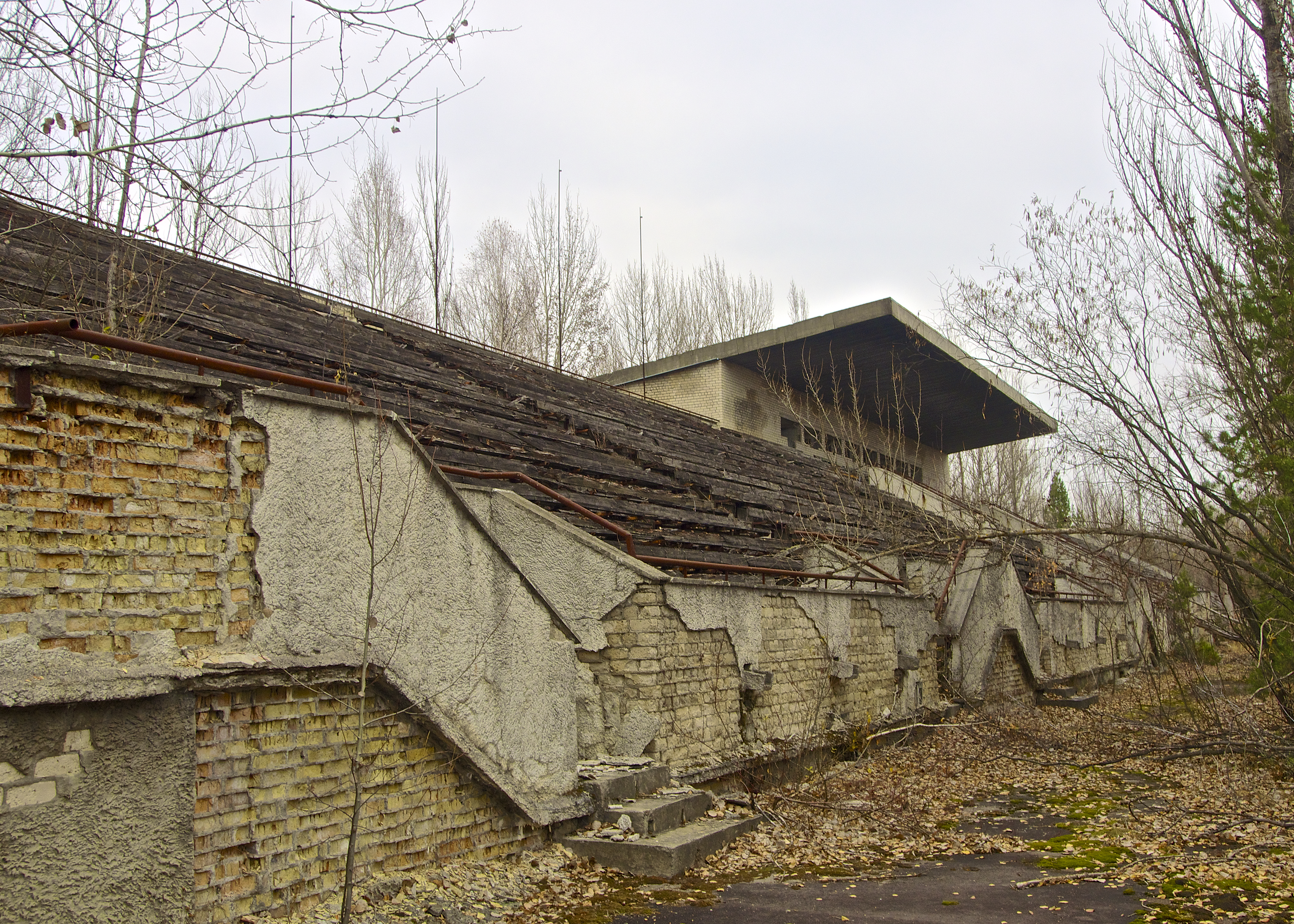
A labdarúgó-stadion málló lelátója Pripjaty városában

A ChernobylInterinform nevű ügynökség 1987 óta szervez túrákat ebbe a zónába szakemberek és újságírók számára. A baleset 25. évfordulóján, 2011 márciusa és júniusa között megnyitották a civil érdeklődők számára. A kijevi utazási irodák egynapos túrákat kínáltak a 4-es reaktorhoz és a környező kihalt vagy újratelepült falvakhoz, városokhoz. Az idegenvezetéshez Geiger–Müller-számlálót, azaz radioaktivitásmérő műszert is lehetett kölcsönözni.
A zónába látogatókat ott-tartózkodásuk során végig idegenvezetők kísérik, akik egyrészt a turisták testi épségéért felelnek, másrészt arra felügyelnek, hogy a látogatók lehetőleg ne tegyenek kárt semmiben. Személyi doziméter viselése az ott-tartózkodás során erősen ajánlott, az atomerőmű belső szigorított biztonsági övezetében (ЗСР) pedig mindenki számára kötelező. A túravezető felügyelete és hitelesített mérőműszer nélkül a zóna területén kóborolni tilos és veszélyes, ugyanis több helyütt még mindig akadnak ún. forró pontok, ahol a radioaktív sugárzás meglehetősen magas. Egyes helyeken még mindig mérhetőek az egészségügyi határértéket többszörösen meghaladó, az emberi életre veszélyes értékek: főként az 1986-os sugármentesítés során használt, ez idáig még esetlegesen el nem földelt gépek és azok roncsainak belsejében vagy közvetlen közelében akár néhány óra leforgása alatt halálos dózis szenvedhető el.
2011 júniusában a Rendkívüli Helyzetek Minisztériuma sajtóközleményt adott ki a zónában tett turisztikai jellegű látogatások határozatlan időre történő felfüggesztéséről, 2012 januárjától azonban ismét lehetővé tették a beutazást.
2015-ben[forrás?] a betonszarkofággal lezárt négyes reaktor üzemi területeinek kivételével az ukrajnai atomerőmű jelentős része újra megtekinthetővé vált az érdeklődő katasztrófaturisták számára. A szervezők teljes körű ellátást (szállás és élelem) biztosítanak, valamint a Kijevből érkezők oda- és visszaszállítását is vállalja.
A legtöbb túra Csernobil városának és Pripjaty szellemvárosának főútja mentén halad. Bár a járművek megállása tilos, a hatalmas erőmű jól látható.

## Élővilág
Az állatvilág a katasztrófa után közvetlenül megtizedelődött, ám az ember eltűnését követően lassan regenerálódott. A szarvas- és vaddisznóállomány az 1990-es évek elejétől növekedésnek indult, a farkasok is elszaporodtak. A vaddisznóállomány 1993–1994 környékén a farkasok megnövekedett létszáma miatt kezdett csökkenni. Az atomkatasztrófa során kiürült területen több tucat Przsevalszkij-lovat engedtek szabadon. Számuk elérte a 200-at is, azonban az orvvadászok többet kilőttek, így a jelenleg ott élő egyedek száma 60 körülire tehető. A zárt zónában életben maradt kutyák genetikai leszármazottai – a rajtuk elvégzett kutatómunkák közelmúltban közzétett eredményei alapján – már szinte immunisak a radioaktív sugárzásra.
| Rad   | Dózis        | Reakció                                                                                   |
| ----- | ------------ | ----------------------------------------------------------------------------------------- |
| <16   | nagyon kicsi | Bizonyos fajok növekedési rátája csökken                                                  |
| <40   | kicsi        | Érzékeny fajok kipusztulnak (pl. erdei fenyő)                                             |
| <150  | mérsékelt    | Minden fafaj kipusztul                                                                    |
| <200  | közepes      | Minden fa és cserje kipusztul.                                                            |
| <1000 | nagy         | Minden fa, cserje, fű és lágyszárú növény kipusztul, csak a talajlakó zuzmók maradnak meg |
| >1000 | igen nagy    | Az egész növényzet kipusztul                                                              |

## A zóna területén található települések
Dőlt betűvel az ukrán nevek láthatóak.
- Buda-Varovicsi
- Burjakovka (Burjakivka)
- Cserevacs
- Csernobil (Csornobil)
- Csisztogalovka (Csisztohalivka)
- Dityatki
- Dubjanka
- Gyeniszovicsi
- Illinci
- Janov (Janyiv)
- Kamenka
- Kopacsi
- Korogod
- Kosorka
- Kupovate
- Lelev (Leliv)
- Martinovicsi
- Nagorci
- Novij Mir
- Novosepelicsi
- Opacsicsi
- Parisev (Parisiv)
- Polesszkoje (Poliszke)
- Pripjaty
- Recsica
- Rozszoha
- Rudna-Vereszija
- Sztari Sepelicsi
- Sztecsanka
- Tolsztij Lesz (Tovsztij Lisz)
- Varovicsi
- Venyevka
- Vilcsa
- Zaleszje (Zalisszja) (NB: két ilyen nevű falu is létezik a zónán belül, egymástól 46 km-re fekszenek[21])
- Zimoviscse